# Acraea manca
Acraea manca är en fjärilsart som beskrevs av Friedrich Thurau 1903. Acraea manca ingår i släktet Acraea och familjen praktfjärilar. Inga underarter finns listade i Catalogue of Life.